# Amputare
Amputarea este îndepărtarea unei extremități a corpului prin traumă, constricție prelungită sau intervenție chirurgicală. Ca măsură chirurgicală, este folosită pentru controlul durerii sau un proces patologic în membrul afectat, cum ar fi afecțiuni maligne sau cangrena. În unele cazuri, se realizează pe indivizi ca o intervenție chirurgicală preventivă pentru astfel de probleme. Un caz special este cel de amputare congenitală, o tulburare congenitală, unde membrele fetale au fost întrerupte de benzi constrictive. În unele țări, amputarea mâinilor, picioarelor sau alte parți ale corpului este sau a fost folosită ca o formă de pedeapsă pentru persoanele care au comis infracțiuni. Amputare a fost, de asemenea, folosită ca o tactică în război și în actele de terorism; ea poate, de asemenea, să apară ca rană de război. În unele culturi și religii, amputările minore sau mutilările sunt considerate parcurgerea unui ritual. Spre deosebire de unele animale non-mamifere (cum ar fi: șopârlele care lasă cozile lor, salamandrele, care pot crește din nou mai multe părți ale corpului care lipsesc, și hidra, viermii lați, și steaua de mare, care pot regenera organisme întregi de la fragmente mici), odată îndepărtate, extremitățile corpului uman nu cresc din nou, spre deosebire de porțiuni ale unor organe, cum ar fi: ficatul. Un transplant sau o proteză sunt singurele opțiuni pentru recuperarea pierderilor.

## Legături externe
- Philipose Vaidyar writes how a both-legs amputee in Champa, India wins his bread[nefuncțională]
- Amputation from Cooper's 1835 "Practice of Surgery"
- Imaging of Lower Extremities Amputations
- An amputation and regeneration blog
- Limb Loss Education, University of Washington